# Campeonato Paraibano de Futebol de 2021 - Segunda Divisão
O Campeonato Paraibano de Futebol de 2021 da Segunda Divisão foi a 36 ª edição do torneio e corresponde à segunda divisão do futebol do estado da Paraíba, que será disputada entre 30 de outubro e 2 de dezembro de 2021. O torneio é anualmente organizado pela Federação Paraibana de Futebol (FPF) e contou com a participação de 11 clubes, originalmente 12, antes da desistência do Esporte de Patos.

## Regulamento
As 12(doze) equipes serão distribuidas em 2 grupos regionais, onde os clubes jogarão entre si em seus respectivos grupos no sistema de pontos corridos em jogos somente de ida, aonde as 4(quatro) melhores equipes classificadas de cada grupo se classificarão para as quartas de finais, enquanto a última colocada de cada grupo será rebaixada para a Terceira Divisão em 2022.
Nas quartas de finais, os confrontos serão definidos por cruzamento olímpico (1°A x 4°B, 2°A x 3°B, 3°A x 2°B, 4°A x 1°B), onde as equipes jogarão em sistema de ida e volta com a vantagem do mando de jogo na volta para a equipe de melhor campanha, onde as melhores equipes dos confrontos realizados avançarão para a fase semifinal.
Na fase semifinal, as quatro equipes classificadas disputarão no seguinte modelo: (1° x 3°, 2° x 4°) onde farão jogos de ida e volta com a vantagem do mando de jogo na volta para a equipe de melhor campanha, onde as vencedoras dos confrontos se classificarão para a final e garantirão uma vaga para a Primeira Divisão em 2022. Já as equipes perdedoras dos confrontos farão uma disputa de 3° lugar para garantir mais uma vaga na Primeira Divisão.
Na fase final, as equipes vencedoras dos confrontos das semifinais farão um jogo único com sede definida no Estádio Almeidão em João Pessoa, ou no Estádio Amigão, localizado em Campina Grande, sagrando-se campeã do torneio a equipe que vencer o confronto. Já na disputa pelo terceiro lugar, a sede será definida pelo mando de campo da equipe de melhor campanha, onde também farão um jogo único. A quem vencer o confronto, será garantida a última vaga para a Primeira Divisão em 2022.

## Equipes participantes
Como não houve a realização da Segunda Divisão em 2020, haverá a participação dos 4 clubes rebaixados da Primeira Divisão (2 em 2019 e 2 em 2020).

## Fase Final
|  | Quartas-de-final     | Quartas-de-final    | Quartas-de-final    | Quartas-de-final    |   |          | Semifinais          | Semifinais          | Semifinais          | Semifinais          |  |  | Final          | Final          | Final          | Final          |
|  | 18 e 21 de novembro  | 18 e 21 de novembro | 18 e 21 de novembro | 18 e 21 de novembro |   |          | 24 e 28 de novembro | 24 e 28 de novembro | 24 e 28 de novembro | 24 e 28 de novembro |  |  | 02 de dezembro | 02 de dezembro | 02 de dezembro | 02 de dezembro |
|  |                      |                     |                     |                     |   |          |                     |                     |                     |                     |  |  |                |                |                |                |
|  | CSP                  | 2                   | 5                   | 7                   |   |          |                     |                     |                     |                     |  |  |                |                |                |                |
|  | Sabugy               | 1                   | 0                   | 1                   |   |          |                     |                     |                     |                     |  |  |                |                |                |                |
|  | Sabugy               | 1                   | 0                   | 1                   |   | CSP      | 7                   | 6                   | 13                  |                     |  |  |                |                |                |                |
|  |                      |                     |                     |                     |   | CSP      | 7                   | 6                   | 13                  |                     |  |  |                |                |                |                |
|  |                      | Serrano-PB          | 0                   | 0                   | 0 |          |                     |                     |                     |                     |  |  |                |                |                |                |
|  | Serrano-PB           | Serrano-PB          | 0                   | 0                   | 0 | 0        | 2                   | 2 (5)               |                     |                     |  |  |                |                |                |                |
|  | Serrano-PB           |                     |                     |                     |   | 0        | 2                   | 2 (5)               |                     |                     |  |  |                |                |                |                |
|  | Confiança-PB         | 2                   | 0                   | 2 (4)               |   |          |                     |                     |                     |                     |  |  |                |                |                |                |
|  |                      |                     |                     |                     |   |          |                     |                     |                     |                     |  |  | CSP (pen)      | 2 (4)          |                |                |
|  |                      |                     | Sport-PB            | 2 (3)               |   |          |                     |                     |                     |                     |  |  |                |                |                |                |
|  | Sport-PB             | 0                   | 4                   | 4                   |   |          |                     |                     |                     |                     |  |  |                |                |                |                |
|  | Desportiva Guarabira | 0                   | 0                   | 0                   |   |          |                     |                     |                     |                     |  |  |                |                |                |                |
|  | Desportiva Guarabira | 0                   | 0                   | 0                   |   | Sport-PB | 0                   | 2                   | 2                   |                     |  |  |                |                |                |                |
|  |                      |                     |                     |                     |   | Sport-PB | 0                   | 2                   | 2                   |                     |  |  |                |                |                |                |
|  |                      | Auto Esporte-PB     | 0                   | 1                   | 1 |          |                     |                     |                     |                     |  |  |                |                |                |                |
|  | Auto Esporte-PB      | Auto Esporte-PB     | 0                   | 1                   | 1 | 1        | 2                   | 3                   |                     |                     |  |  |                |                |                |                |
|  | Auto Esporte-PB      |                     |                     |                     |   | 1        | 2                   | 3                   |                     |                     |  |  |                |                |                |                |
|  | Queimadense          | 0                   | 0                   | 0                   |   |          |                     |                     |                     |                     |  |  |                |                |                |                |

### Terceiro lugar
| Equipe 1        | Resultado | Equipe 2   |
| --------------- | --------- | ---------- |
| Auto Esporte-PB | 2 – 0     | Serrano-PB |

## Premiação
| Campeonato Paraibano Segunda Divisão 2021 |
| ----------------------------------------- |
| CSP Campeão (2.º título)                  |

## Técnicos
| Equipe               | Técnico                                                               |
| -------------------- | --------------------------------------------------------------------- |
| Auto Esporte         | João Alfredo (pré-temporada) Mavi Lopes (1ª—2ª) Douglas Andrade (3ª—) |
| Confiança            | Ewerton Câmara (1ª—)                                                  |
| CSP                  | Josivaldo Alves (1ª—)                                                 |
| Desportiva Guarabira | Betão Caitano (1ª—)                                                   |
| Femar                | Thiago Matheus (1ª—)                                                  |
| Internacional        | Cláudio Leite (1ª—2ª) Berg Queiroz (3ª—)                              |
| Picuiense            | Altair Santos (1ª—2ª) Halid Mahomed (3ª—4ª)                           |
| Queimadense          | Jairo Santos (1ª—)                                                    |
| Sabugy               | Gerúsio da Luz (1ª—)                                                  |
| Serrano              | Leonildo Dias (1ª—)                                                   |
| Sport Lagoa Seca     | Marcelinho Paraíba (pré-temporada) Ederson Araújo (1ª—)               |

## Mudança de Técnicos
| Clube            | Antecessor         | Motivo    | Data           | Última partida                      | Etapa         | Rod | Pos | Sucessor                | Ref.          |
| ---------------- | ------------------ | --------- | -------------- | ----------------------------------- | ------------- | --- | --- | ----------------------- | ------------- |
| Auto Esporte-PB  | João Alfredo       |           |                | Auto Esporte-PB 8–0 Kadosh Sporting | Jogo-treino   |     |     | Mavi Lopes              |               |
| Auto Esporte-PB  | Mavi Lopes         | Resignado | 3 de novembro  | Auto Esporte-PB 1–0 Confiança       | Primeira Fase | 2ª  |     | Douglas Andrade         | [ 12 ]        |
| Internacional-PB | Cláudio Leite      | Resignado | 7 de novembro  | Internacional-PB 1–3 Femar          | Primeira Fase | 2ª  |     | Berg Queiroz (interino) | [ 13 ]        |
| Picuiense        | Altair Santos      | Resignado | 7 de novembro  | Sabugy 2–1 Picuiense                | Primeira Fase | 2ª  |     | Halid Mahomed           | [ 14 ]        |
| Sport Lagoa Seca | Marcelinho Paraíba | Resignado | 13 de setembro |                                     |               |     |     | Ederson Araújo          | [ 15 ] [ 16 ] |